# Флёрсбахталь
Флёрсбахталь (нем. Flörsbachtal) — община в Германии, в земле Гессен. Подчиняется административному округу Дармштадт. Входит в состав района Майн-Кинциг.  Население составляет 2484 человека (на 31 декабря 2010 года). Занимает площадь 52,11 км².
Община подразделяется на 4 сельских округа.